# 김희순
김희순(金羲淳, 1757년 ~ 1821년)은 조선의 문신이다. 본관은 안동(安東). 자는 태초(太初), 호는 산목(山木)·경원(景源)이다. 세도정치의 중심인물이다.

## 생애
1783년(정조 7)에 생원시에 합격하고, 1789년 식년문과에 갑과로 급제하여 홍문관수찬, 교리를 거쳐 포천암행어사를 하다가 지평, 교리, 부교리, 부응교를 거쳐 영남암행어사로 민정을 다스리고 순조 때 이조참의, 동부승지, 이조참판으로 서사관을 겸하다가 경상도관찰사를 거쳐 공조판서, 형조판서를 거쳐 한성부판윤, 예조판서, 사헌부대사헌을 거쳐 대사헌, 형조판서, 지중추부사, 홍문관제학, 지돈녕부사를 거쳐 병조판서가 되고 관상감제조를 겸하다 지의금부사, 병조판서, 이조판서를 지낸 뒤에 다시 이조판서, 사헌부대사헌으로 구관당상을 겸하고 전라도관찰사를 거쳐 사헌부대사헌, 예문관제학을 하다가 형조판서, 예조판서를 거쳐 광주유수가 되고 이조판서로 다시 임명되어 사헌부대사헌, 예문관제학을 한다. 이후 홍문관제학을 거쳐 사헌부대사헌으로 우빈객을 겸하고 혼궁제조를 겸하다가 형조판서가 되고 이후 예문관제학, 예조판서를 하고 좌부빈객을 겸하다 판의금부사가 되었으며 이후 경기도관찰사가 되었다. 시호는 문간(文簡)이다.

## 가족
- 할아버지 : 김교행(金敎行)
  - 아버지 : 김리인(金履仁)
- 외조부 : 이극현(李克顯)
  - 어머니 : 벽진 이씨(碧珍李氏)